# Droits LGBT aux Kiribati
Les personnes lesbiennes, gays, bisexuelles et transgenres (LGBT) aux Kiribati sont confrontées à des défis juridiques supplémentaires par rapport aux résidents non LGBT. L'homosexualité masculine est illégale à Kiribati et passible d'une peine pouvant aller jusqu'à quatorze ans de prison, mais cette loi n'est pas appliquée. L'homosexualité féminine est légale, mais les lesbiennes peuvent être victimes de violence et de discrimination. Toutefois, la discrimination à l'emploi fondée sur l'orientation sexuelle est interdite depuis 2015.
En novembre 2016, Kiribati a voté contre un plan visant à se débarrasser de l' expert indépendant des Nations unies sur la violence et la discrimination fondées sur l'orientation sexuelle et l'identité de genre lors de l'Assemblée générale des Nations unies. La pression pour se débarrasser de l'expert de l'ONU échoue lors d'un vote de 84 contre 77. Kiribati et Sri Lanka étaient les deux seuls pays, où l'homosexualité est encore criminalisée, qui ont voté ainsi .

## Histoire
Les Kiribati abritent une population transgenre traditionnelle, appelée binabinaaine. Le mot gilbertain binabinaaine fait référence aux personnes assignées hommes à la naissance, mais qui agissent et  s'habillent comme des femmes, tandis que le mot binabinamane désigne des personnes assignées femmes à la naissance mais se comportant en hommes. Traditionnellement acceptées, ces personnes sont perçues comme d'un troisième genre,.

## Lois concernant l'activité sexuelle entre personnes de même sexe
Les articles 153, 154 et 155 du Code pénal interdisent les relations anales et la sexualité orale, quel que soit le sexe. Il n'existe pas de rapports de poursuites dirigées contre les personnes LGBT en vertu de ces lois.
153. Infractions contre nature
Toute personne qui
a) commet la sodomie avec une autre personne ou avec un animal ; ou
(b) permet à un homme de commettre la sodomie avec lui,
sera coupable d'un crime et passible d'une peine d'emprisonnement de 14 ans.
154. Tentatives de commettre des délits contre nature et attentats à la pudeur
Toute personne qui tente de commettre l'une des infractions qu'elle a spécifiées dans la dernière section précédente, ou qui est coupable d'une agression avec l'intention de la commettre, ou d'un attentat à la pudeur contre une personne de sexe masculin sera coupable d'un crime, et sera passible d'une peine d'emprisonnement de 7 ans.
155. Pratiques indécentes entre hommes
Toute personne de sexe masculin qui, que ce soit en public ou en privé, commet un acte de grossière indécence avec un autre homme, ou incite un autre homme à commettre un acte de grossière indécence avec lui, ou tente d'obtenir la commission d'un tel acte par un homme personne avec elle-même ou avec une autre personne de sexe masculin, que ce soit en public ou en privé, sera coupable d'un crime et sera passible d'un emprisonnement de 5 ans.

### Efforts de dépénalisation
En août 2015, dans le cadre de l'Examen périodique universel, le bilan de Kiribati en matière de droits de l'Homme est examiné par d'autres pays. La France, la Slovénie et le Chili exhortent Kiribati à abroger ses lois contre l'homosexualité, mais la délégation de Kiribati ne répond pas à ces recommandations .

## Reconnaissance des relations homosexuelles
La loi sur le mariage (chapitre 54) n'interdit pas expressément la reconnaissance des mariages homosexuels, mais suppose généralement que les partenaires sont du sexe opposé. La section "restrictions au mariage" de la loi interdit les mariages avec des membres de la famille, les mariages où l'une ou l'autre des parties a moins de 16 ans et la bigamie. Le tribunal de première instance, Bowi Inano, a le pouvoir légal d'annuler et de dissoudre les mariages .

## Protections anti-discrimination
La discrimination à l'égard des employés et des employés potentiels fondée sur « l'orientation sexuelle » est interdite en vertu de l'article 107, paragraphe 2, point b), du Code de l'emploi et des relations industrielles de 2015.
La Constitution de Kiribati ne traite pas expressément de la discrimination fondée sur l'orientation sexuelle ou l'identité de genre. L'article 15(3), intitulé « Protection contre la discrimination fondée sur la race, etc. », stipule :
- en anglais :  In this section, the expression "discriminatory" means affording different treatment to different persons attributable wholly or mainly to their respective descriptions by race, place of origin, political opinions, colour or creed whereby persons of one such description are subjected to disabilities or restrictions to which persons of another such description are not made subject or are accorded privileges or advantages which are not accorded to persons of another such description
- en gilbertais : N te kibu aio te taeka ae "kakaokoroaki" nanona bon te makuri ae e kakaokoroaki arona nakoia aomata aika a kakaokoro ae a anganaki ni kaeti nakon aia reeti, aia tabo are a riki mai iai, aia iango i bukin te tautaeka, kuniia ke aia koaua n te aro are tem'aangina a reke i aan te aki konaa ke kateituaakiia, ao tem'aangina a aki reke iai, ke tib'angana ma vaaki a anganaki tabeman ao tabeman a aki

## Tableau récapitulatif
| L'activité sexuelle entre personnes de même sexe est légale                                                             | (Pour les hommes, non appliquée, légalisation proposée)/ (Pour les femmes) |
| Âge égal du consentement                                                                                                | (Pour les hommes)/ (Pour les femmes)                                       |
| Lois anti-discrimination en matière d'emploi uniquement                                                                 | (Depuis 2015)                                                              |
| Lois anti-discrimination dans la fourniture de biens et de services                                                     | No                                                                         |
| Lois anti-discrimination dans tous les autres domaines (y compris la discrimination indirecte et les discours de haine) | No                                                                         |
| Mariages entre personnes de même sexe                                                                                   | No                                                                         |
| Reconnaissance des couples de même sexe                                                                                 | No                                                                         |
| Adoption d'enfants par des couples de même sexe                                                                         | No                                                                         |
| Adoption conjointe par des couples de même sexe                                                                         | No                                                                         |
| Les personnes LGBT+ autorisées à servir ouvertement dans l'armée                                                        | Le pays n'a pas de forces armées                                           |
| Droit de changer de sexe légal                                                                                          | No                                                                         |
| Accès à la FIV pour les lesbiennes                                                                                      | No                                                                         |
| La maternité de substitution commerciale pour les couples homosexuels masculins                                         | No                                                                         |
| Les HSH autorisés à donner leur sang                                                                                    | No                                                                         |